# Ostreina
Los ostreínos (Ostreina) son un suborden de moluscos bivalvos en el orden Ostreoida que incluye las superfamilias Dimyoidea, Ostreoidea y Plicatuloidea.

## Taxonomía
- Superfamilia Dimyoidea
  - Familia Dimyidae
- Superfamilia Ostreoidea
  - Familia  Gryphaeidae
  - Familia  Ostreidae
- Superfamilia Plicatuloidea
  - Familia  Plicatulidae